# Palomani
Palomani (possiblement de l'aimara, urpi, paluma colom) és una muntanya de la serralada d'Apolobamba, a la frontera entre el Perú i Bolívia. Té una altura de 5.723 msnm. El vessant bolivià correspon al Departament de La Paz, mentre el peruà correspon a la regió de Puno. Es troba al nord de la llacuna Suches i al sud del Chaupi Orco i el Salluyu.